# Elztalmuseum
Das Elztalmuseum ist ein Regionalmuseum in Waldkirch. Seine Ausstellungen zeigen Geschichte und Kunst der Stadt und des Elztals ab dem zehnten Jahrhundert bis in die Gegenwart. Ein besonderer Schwerpunkt liegt hierbei auf dem Orgelbau, einem Industriezweig, welcher Waldkirch weltbekannt machte und die Stadt bis heute nachhaltig prägt.

## Geschichte

### Das Museumsgebäude
Das Elztalmuseum Waldkirch ist heute im ehemaligen Propsteigebäude des Stifts St. Margarethen untergebracht. An der gleichen Stelle befand sich das Benediktinerinnenkloster St. Margarethen, das zwischen 917 und 926 durch Herzog Burkart I. von Schwaben und seiner Gemahlin Reginlind gegründet worden war.
1431 wurde es wohl auf Initiative der Pfarrer der Waldkircher Kirchen in ein Chorherrenstift umgewandelt, welches bis zu seiner Säkularisierung 1806 Bestand hatte. In dieser Zeit entstand ein weiträumiger repräsentativer Stiftsbezirk mit Kirchen, Wohn- und Wirtschaftsgebäuden, darunter die Propstei. 1815–1878 beherbergte das Hauptgebäude eine Baumwollwarenfabrik der Freiburger Fabrikanten Kapferer.

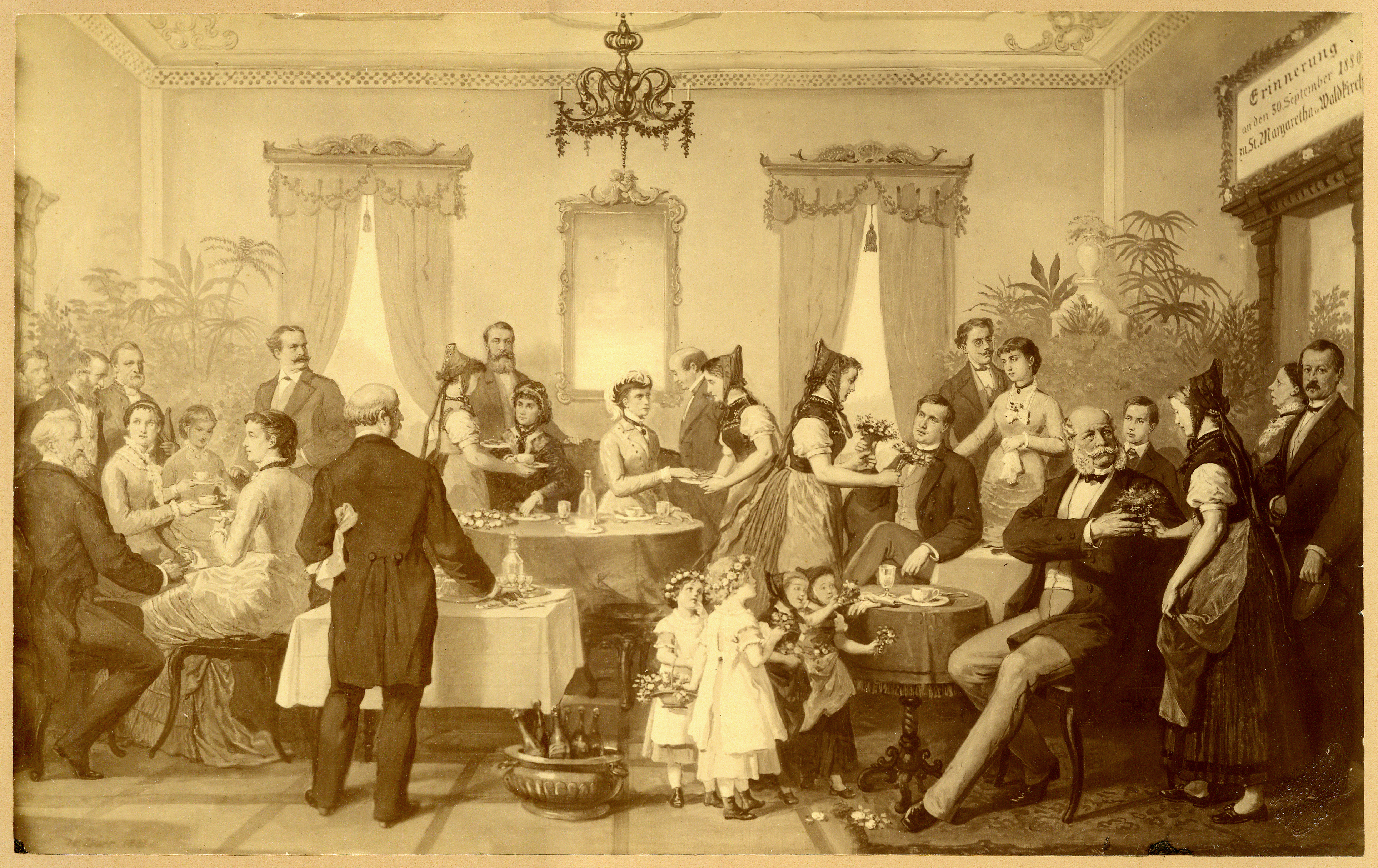
Besuch von Kaiser Wilhelm I. im Hotel St. Margarethen (Gemählde Wilhelm Dürrs des Älteren 1880)

Da sich die Räumlichkeiten für die Aufstellung industrieller Maschinen nicht eigneten, fand es 1873–1891 als Hotel und Pension St. Margaretha Verwendung, dessen bekannteste Gäste das Deutsche Kaiserpaar Wilhelm I. und Augusta darstellten. 1891–1977 wurde das Haus als Schulgebäude genutzt, nur unterbrochen durch militärische Beschlagnahmungen durch die Wehrmacht 1945 und französische Besatzungstruppen 1945–1946. 1965–1977 war hier parallel zu einer schulischen Einrichtung auch das städtische Bauamt, sowie eine Volksbibliothek untergebracht. Um das Gebäude als Museum nutzbar zu machen, führte man von 1973 bis 1983 aufwändige Renovierungs- und Umbaumaßnahmen durch. Neben einer grundsätzlichen Sanierung sollten hierbei möglichst Raumaufteilung und Dekor des 18. Jahrhunderts wieder hergestellt werden. 1985 erfolgte schließlich die feierliche Neueröffnung des Museums.

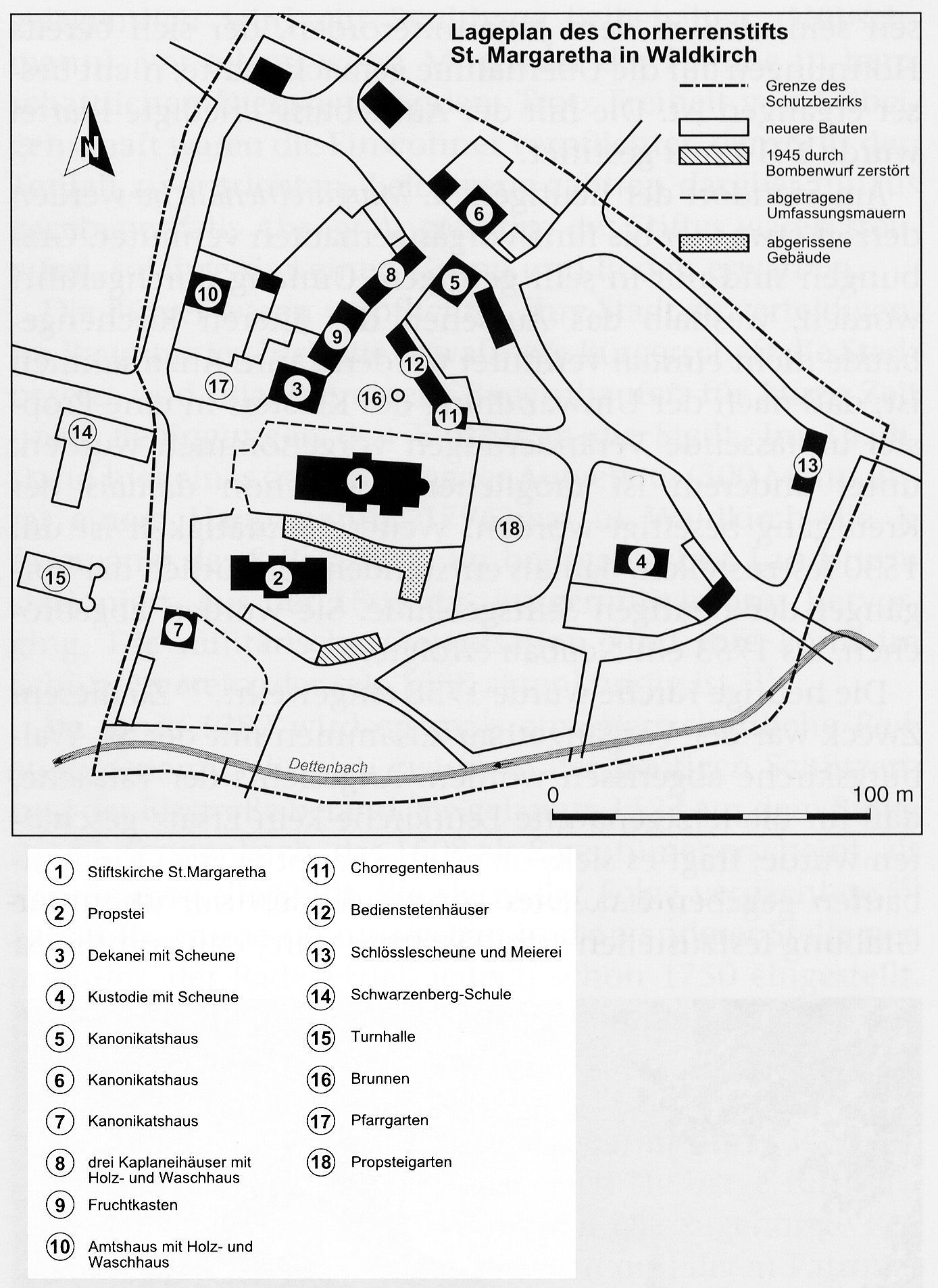
Lageplan des Chorherrenstifts St. Margarethen

Seine heutige Gestalt erhielt die Propstei 1753–1755, im Zuge der Neuerrichtung der Kirche St. Margarethen und sämtlicher Kanonikerhäuser im barocken Stil. Die Pläne stammen vom Villinger Architekten Ludwig Oswald. Den Mittelgiebel des barocken dreigeschossigen Schlossbaues ziert eine Margarethenstatue von Josef Anton Hops, der ebenfalls aus Villingen stammte. Die Stuckdecken wurden von Franz Anton Vogel aus Freiburg im Breisgau gestaltet. Das dreistöckige unterkellerte Gebäude beherbergte neben der Wohnung des Propsts, die Stiftsverwaltung mit Archiv, sowie nur zeitweise genutzte Gäste- und Festzimmer. Der reich mit Stuck verzierte Festsaal im zweiten Obergeschoss, heute als „Barocksaal“ bezeichnet, dient gegenwärtig als Veranstaltungs- und Ausstellungsraum.

### Das Museum

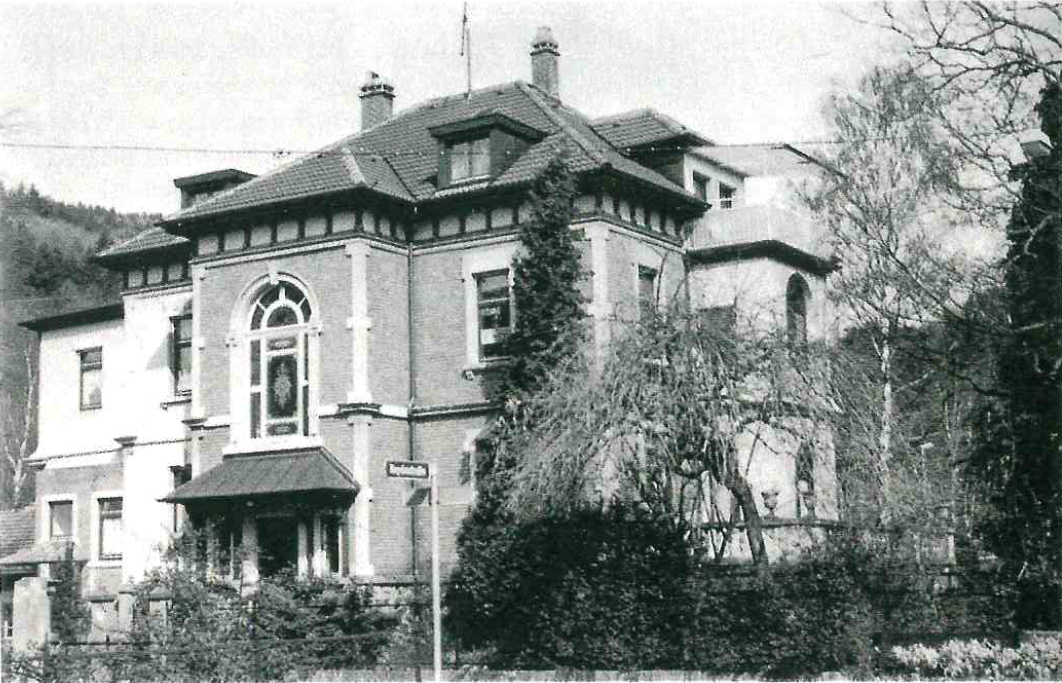
Foto der Villa Fermery (1983)

Bei der ersten städtischen Sammlung in Waldkirch handelte es sich um die Altertümersammlung des Waldkircher Bürgermeister Xaver Weiß gegen Ende des 19. Jahrhunderts. Nach dessen Pensionierung, wurde diese Sammeltätigkeit nicht weiter fortgesetzt, die Gründung des Heimatmuseums Waldkirch erfolgte erst 1931 auf Initiative der Waldkircher Narrenzunft Krakeelia. Das Museum war zunächst in der Villa Fremery in der Neuen Elzstraße untergebracht. Nachdem die Räumlichkeiten bereits in den 1940ern aufgrund der anderweitigen Nutzung des Gebäudes geräumt worden waren, existierte lange kein Ausstellungsort, während die Objekte an unterschiedlichen Stellen eingelagert wurden.

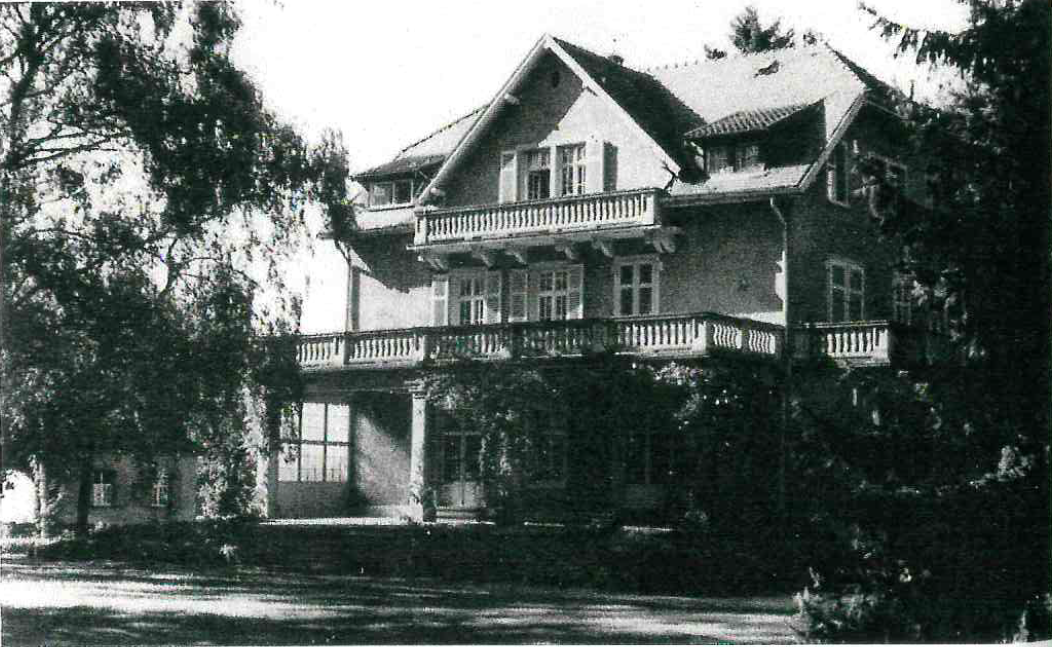
Foto der Villa Gütermann (1983)

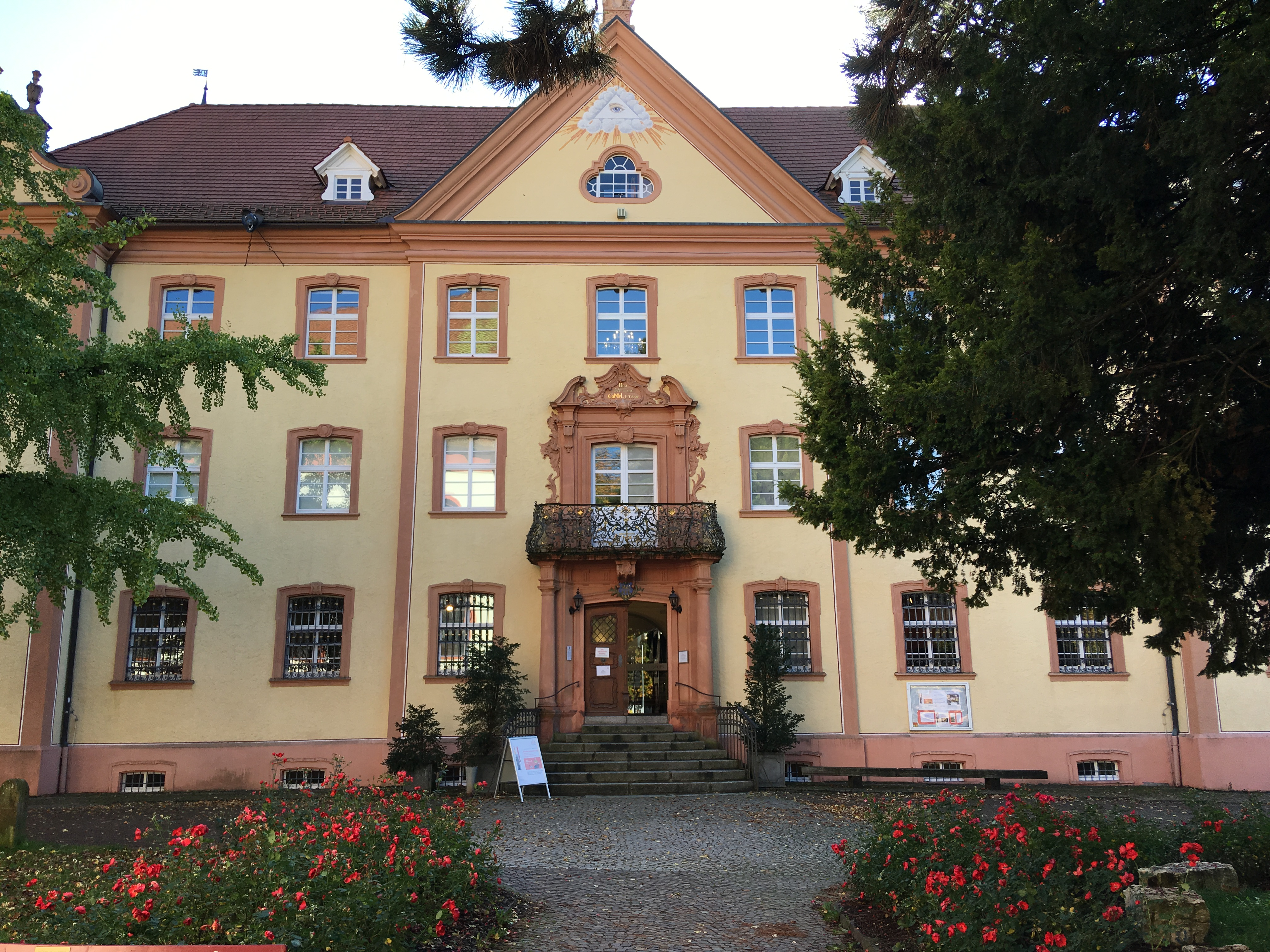
Foto des Propsteigebäudes von St. Margarethen (2018)

Infolgedessen und der französischen Besatzung gingen Teile der Sammlung verloren. 1965 wurde das Museum in der von der Stadt erworbenen Villa Gütermann, Merklinstraße 1 wiedereröffnet. Da die Räumlichkeiten für die zu zeigenden Objekte nicht ausreichten, begann man bald mit der Suche nach einem neuen, dauerhaften Standort.
Die Wahl fiel auf das Propsteigebäude des ehemaligen Stifts St. Margarethen. Bis zum Umzug waren jedoch aufwändige Umbau- und Renovierungsarbeiten nötig, während dieser das Museum von 1977, bis zu seiner feierlichen Neueröffnung am 30. März 1985 geschlossen werden musste. Bereits 1986 richtete die Museumsleitung mit dem sogenannten Studio ein Raum speziell für museumspädagogische Angebote ein. 1990 wurde das Museum von Elztäler Heimatmuseum in Eltzalmuseum Waldkirch umbenannt. Seit dem 31. Januar 2011 unterstützt der Förderverein Elztalmuseum e.V. die Einrichtung.
Im Herbst 2023 gründete das Museum in Kooperation mit der Kastelbergschule Waldkirch den Museumsclub „Die Orgelpfeifen“. Gegenwärtig richtet sich dieser an Schüler der zweiten bis dritten Klasse. Neben interaktiven Lernangeboten und Ausflügen gestalten die Kinder Ausstellungen und museumspädagogische Veranstaltungen mit. Auf lange Sicht, soll der Club das Museumsteam bei der Einrichtung von Museumspuren durch Ausstellungen und Peer-to-Peer Vermittlungsangebote für Kinder unterstützen.

## Ausstellungen
Im Elztalmuseum werden gegenwärtig drei Dauerausstellungen gezeigt: Orgelgeschichte(n), Talgeschichte(n) und Hausgeschichte(n).
Die Ausstellung Orgelgeschichte(n) beschreibt die Entwicklung selbstspielender Musikinstrumente und ihrer Herstellung im Raum Waldkirch, welche 1834 begann und bis in die Gegenwart andauert. Dies geschieht vor allem anhand zahlreicher originaler Instrumente, die im Rahmen von Führungen auch vorgespielt werden. Zusätzlich wird das Handwerk des sogenannten Notenzeichnens, die Übertragung von Musikstücken auf für selbstspielende Musikinstrumente lesbare Speichermedien wie Stiftwalzen oder Kartonnoten, sowie die Rolle von Jahrmarktsorgeln auf Märkten des 19. Jahrhunderts veranschaulicht.
Die Ausstellung Talgeschichte(n) stellt Geschichte und Kultur Waldkirchs und des Elztals von der Gründung des Klosters St. Margarethen im 10. Jahrhundert, bis in die Gegenwart dar. Hierbei liegen die Schwerpunkte neben politik- vor allem auf alltags- und wirtschaftsgeschichtlichen Themen, wie das Handwerk der Edelsteinschleiferei, Fasnacht oder überregional bekannter Waldkircher Künstler.
Die Ausstellung Hausgeschichte(n) erläutert die Geschichte des Propsteigebäudes anhand von Informationskästen, welche sich innerhalb der Ausstellungsräume der Talgeschichte(n) befinden.
Neben diesen Dauerausstellungen zeigt das Museum im Jahr durchschnittlich vier Sonderausstellungen verschiedener Größe. Hierbei werden Themen aus Geschichte und Kultur, Kunst oder Musik, meist mit einem direkten Bezug zum Elztal, behandelt. Beispielsweise beleuchtete die Ausstellung „Leben am Rand“ (22. September 2023 – 28. April 2024), den gesellschaftlichen Umgang mit Randgruppen vom 14. bis ins 19. Jahrhundert, während „Schwarzwaldliebe. Impressionen von Otmar Alt“ (5. Juli 2024 – 9. März 2025), Leben und Werk des Künstlers erfahrbar macht.

## Sammlung
Die Sammlung des Elztalmuseums umfasst etwa 20.000 Objekte aus einem breiten Spektrum wie Bilder, Plastiken, oder Gegenstände aus dem Kontext der Edelsteinverarbeitung. Bei dem größten Bestand handelt es sich um Objekte aus dem Kontext Hausrat.
Ein besonderer Schwerpunkt der Sammlung liegt auf in Waldkirch hergestellten selbstspielenden Musikinstrumenten. Im Gegensatz zur Mehrheit der Objekte sind diese nicht als Schenkungen, sondern als Dauerleihgaben ins Museum gekommen. Hierbei handelt es sich hauptsächlich um Dreh- und Jahrmarktsorgen sowie Orchestrien.

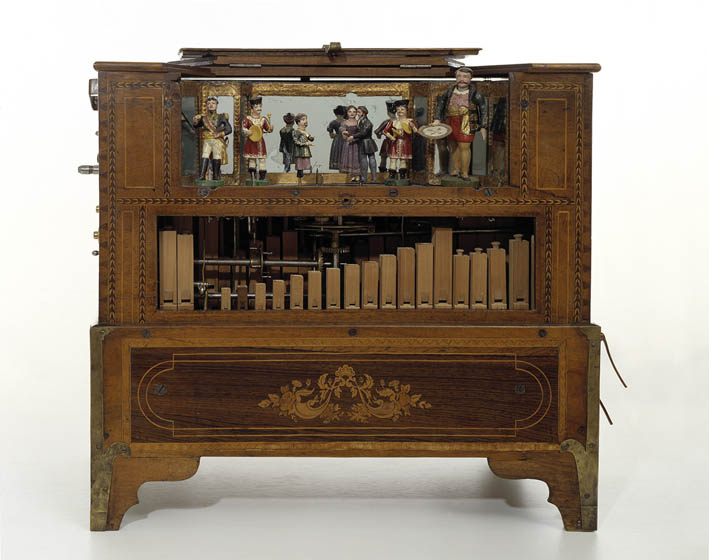
Figuren-Drehorgel mit Tanzkreisel (um 1850)

Die Museumssammlung enthält 14 Drehorgeln, die älteste darunter wurde vermutlich von Ignaz Bruder in der ersten Hälfte des 19. Jahrhunderts gebaut. Die verschiedenen Firmen der Familie Bruder waren mit die ersten nachweisbaren Betriebe für die Herstellung mechanischer Instrumente in Waldkirch. Diese Walzenorgel ist beispielsweise mit beweglichen Figuren ausgeführt. Ignaz Bruder baute als einer der Ersten Drehorgeln mit aufwendig gestalteten Figurenbühnen. Hierfür entwickelte er oberhalb des Pfeifenwerks eine kleine Bühne deren Wände mit Spiegeln versehen sind. Auf der Plattform werden in der Regel 5–18 Figuren mit unterschiedlichen Bewegungsabläufen präsentiert.

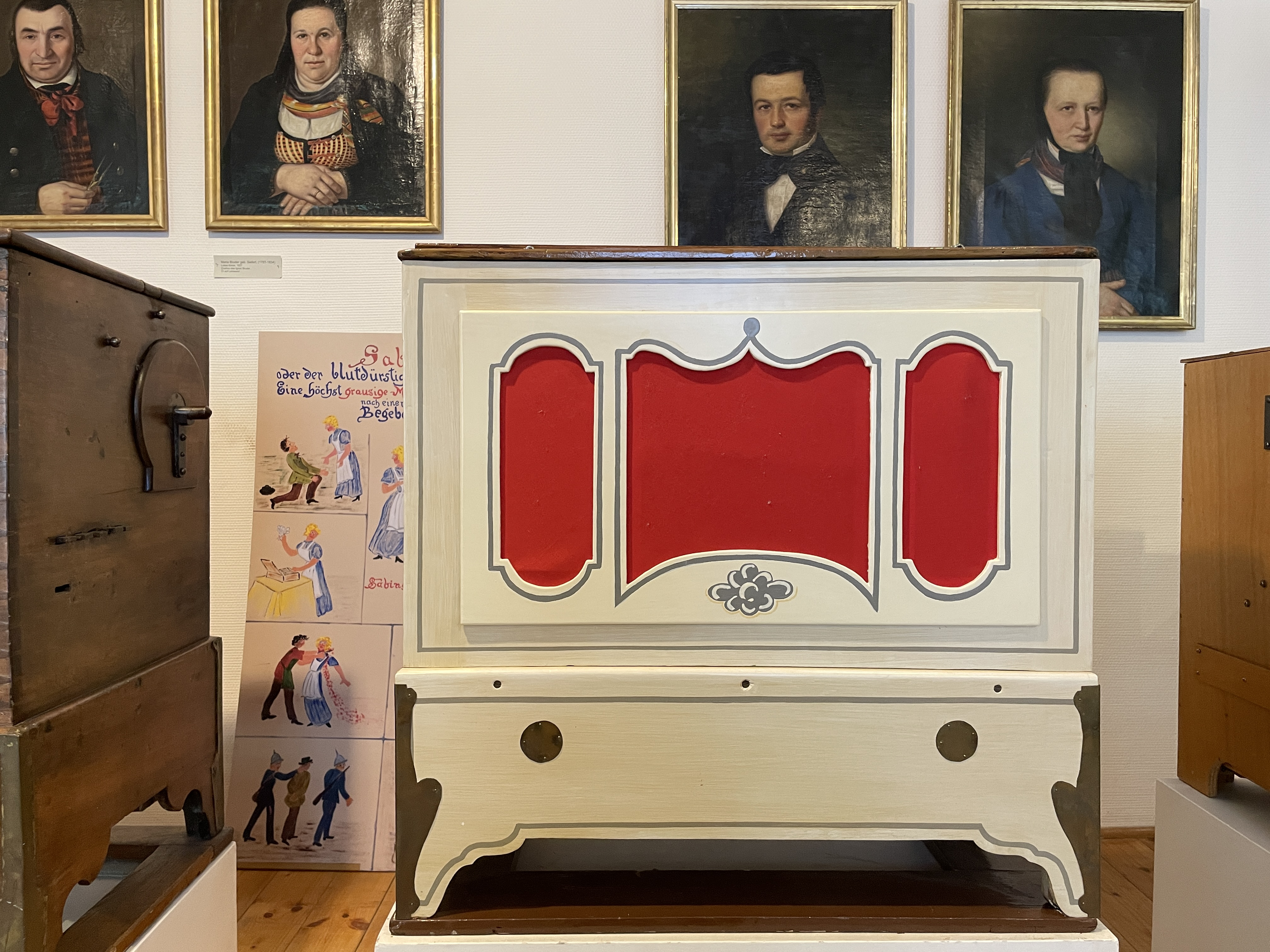
„Brechtorgel“ aus der Uraufführung der Drei Groschen Oper (1928)

Unter den Drehorgeln befindet sich auch jene Walzendrehorgel, welche in der Uraufführung von Bertolt Brechts und Kurt Weills Theaterstück „Die Dreigroschenoper“ im August 1928 im Berliner Theater am Schiffbauerdamm eingesetzt wurde. Auf den drei Stiftwalzen des Instruments befinden sich sämtliche Musikstücke des Werks, darunter die Moritat „Mackie Messer“. Da den Autoren 1928 die Mittel fehlten, wurde eine alte 38er Violin/Trompeten-Drehorgel der Berliner Firma Fa. A. Holl & Sohn umgebaut. Die Umbauten wurden wahrscheinlich durch den Berliner Orgelbauer Herman Howe durchgeführt, wobei er unter anderem Teile anderer alter Orgeln verwendete.

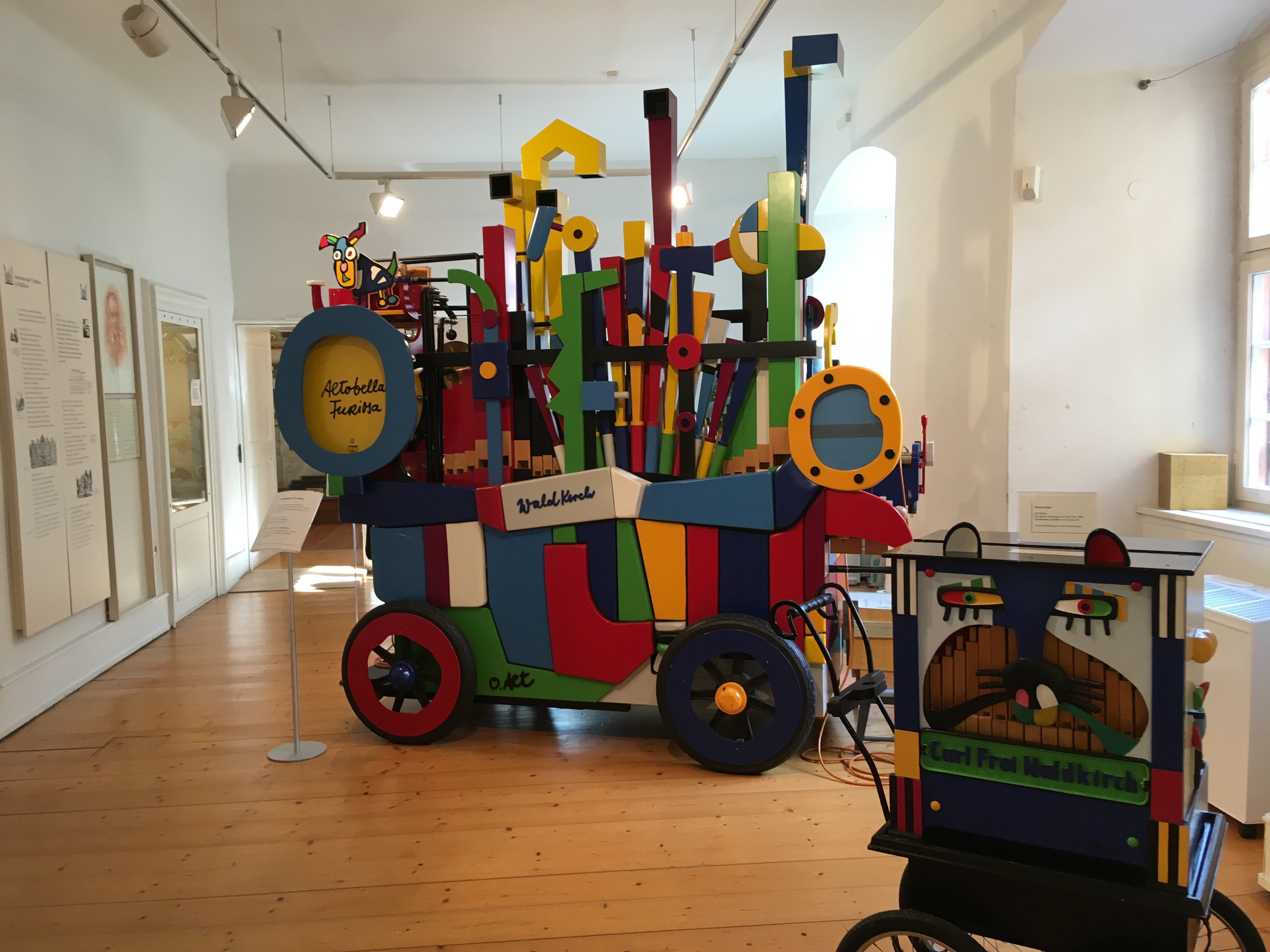
Altobella Furiosa (1999)

Speziell für Jahrmärkte gebaute Jahrmarkt-Orgeln machen 13 Instrumente des späten 19. und 20. Jahrhunderts aus. Die bekannteste unter diesen ist die Altobella Furiosa. Sie wurde anlässlich des Orgelfests 1999 als Gemeinschaftsarbeit der Waldkircher Orgelwerkstätten in Kooperation mit dem Künstler Otmar Alt errichtet. Die Steuerung erfolgt über Kartonnoten, der Antrieb über einen Elektromotor.

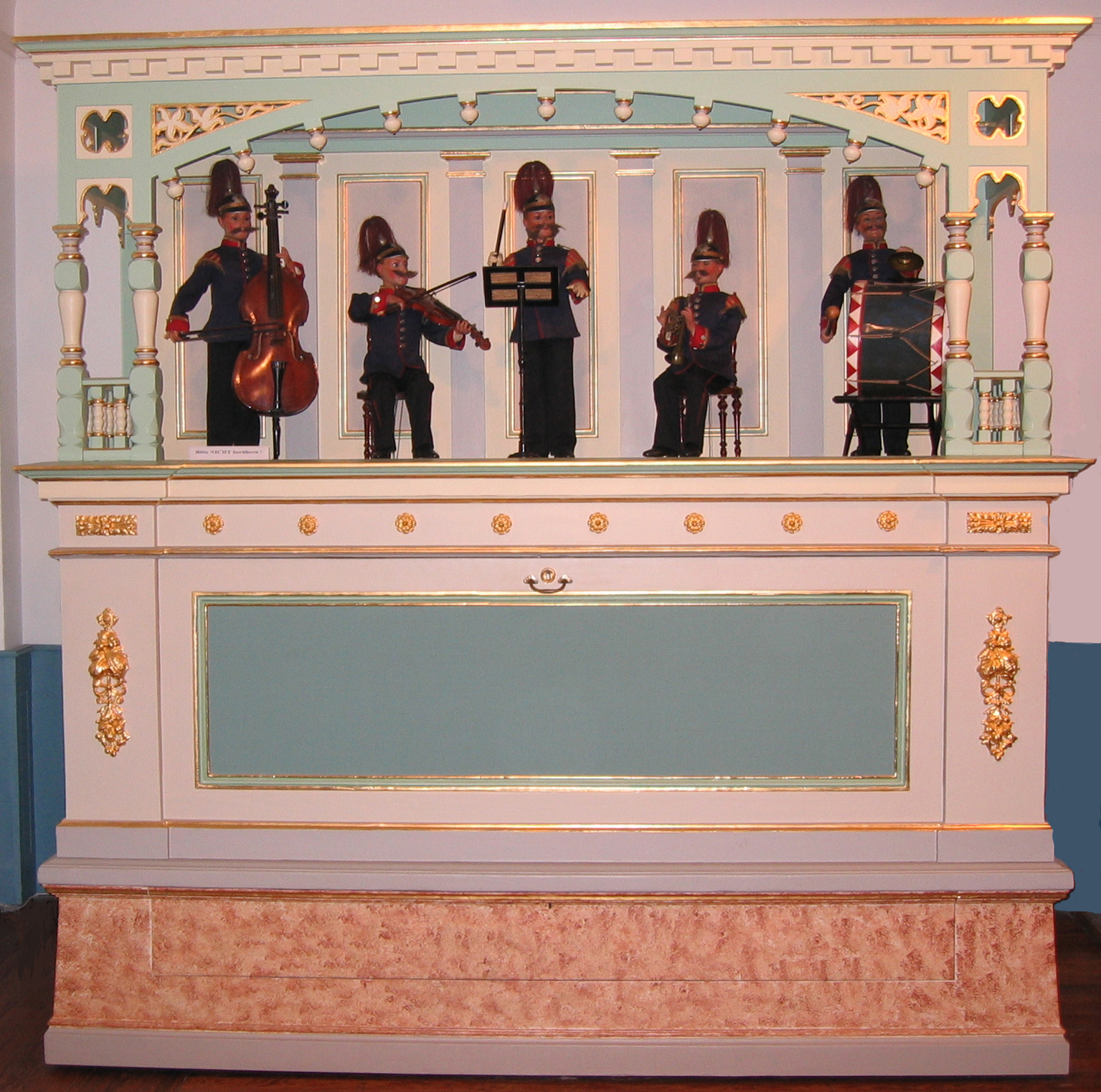
Automatische Kapelle (1900)

Zwar finden sich in der Sammlung des Museums nur wenige Orchestrien, darunter allerdings die fast 3 Meter hohe und breite „Automatische Kapelle mit fünf Militärmusikern“. Sie wurde um 1900 von der Firma Weber gefertigt. Neben der Musik steuern die Kartonnoten die Bewegungen einer fünfköpfigen Militärkapelle aus Holz.
Das Museum verfügt zudem über eine umfassende Sammlung von Rollen- und Kartonnoten, welche auf den selbstspielenden Instrumenten abgespielt werden können.
Neben Objekten aus dem Bereich Musik verfügt das Museum über mehrere Konvolute von zeitgenössischen Kunstwerken, darunter Georg Scholz, Dora Vetter und Katharina Neunzig-Schwind. Die Sammlung wird hauptsächlich im Rahmen von Sonderausstellungen gezeigt.
Eine weitere große Bestandsgruppe ist mit regionalem Brauchtum verbunden. So verfügt das Museum über zahlreiche Gegenstände aus dem Kontext der Fasnacht, sowie eine umfangreiche Sammlung kunstvoll gestalteter Ostereier.

## Veranstaltungen

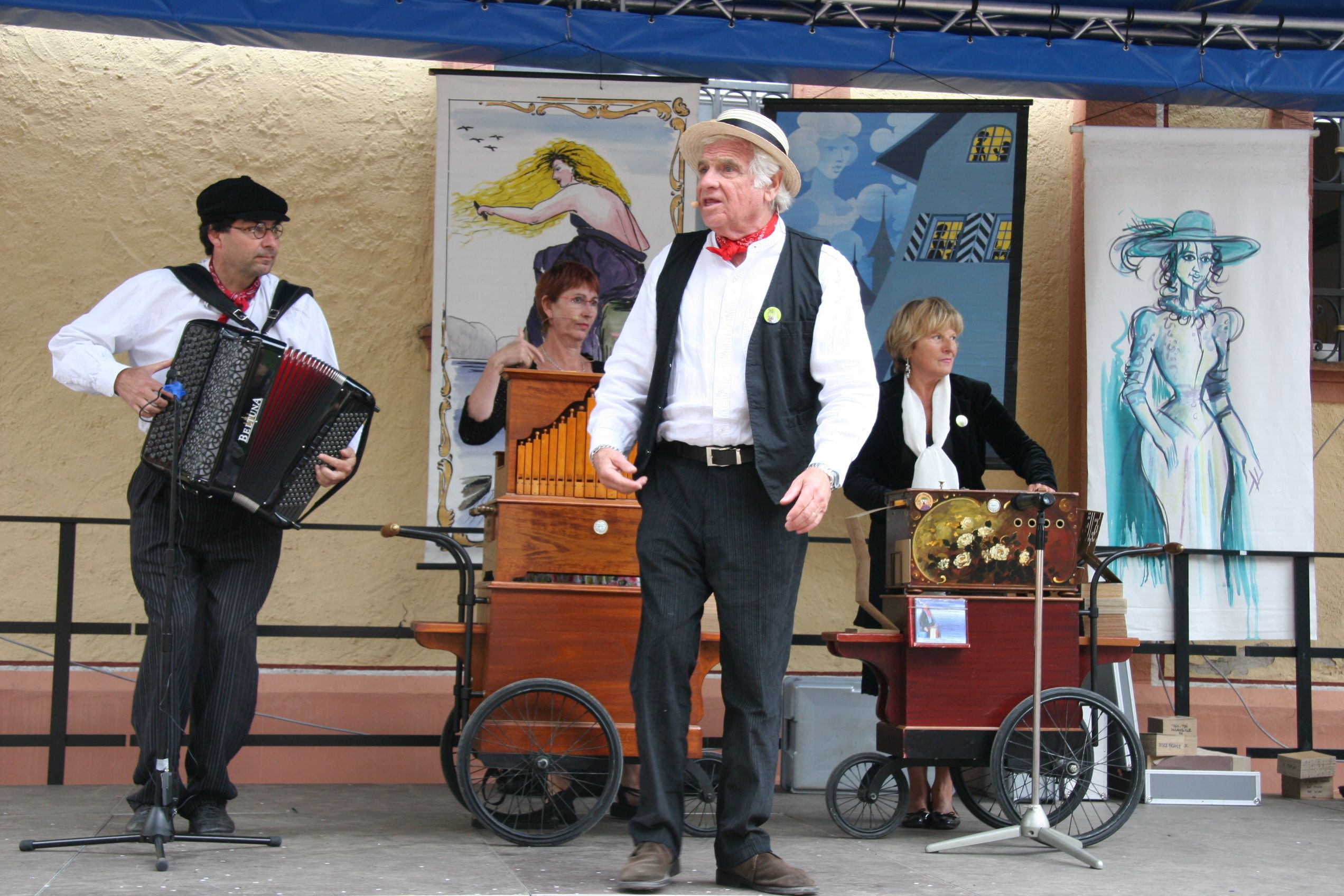
Präsentation auf dem Orgelfest (2008)

Neben Führungen und museumspädagogischen Angeboten finden in den Museumsräumen verschiedene Veranstaltungen statt und das Museum ist häufig an Veranstaltungen in Waldkirch beteiligt.
Alle drei Jahre (zuletzt 2022) organisiert das Museum gemeinsame mit lokalen Akteuren und der Stadt Waldkirch das Internationale Klang- und Orgelfestival. Neben der allgemeinen Unterstützung der Festlichkeiten, werden die Räumlichkeiten des Museums hier unter anderem für Vorführungen genutzt. Jedes Jahr im November beherbergt das Museum zudem einen Weihnachtsmarkt, bei welchem der eigentliche Markt um musikalische Darbietungen, Lesungen und Workshops ergänzt wird.
Im Barocksaal finden regelmäßig Veranstaltungen wie Vorträge oder Konzerte statt. Darüber hinaus vermietet das Museum den Barocksaal, den Gewölbekeller und das Museumscafé als Veranstaltungsfläche, beispielsweise für Trauungen.